# Bjørnafjord
Koordinaten: 60° 6′ 0″ N, 5° 30′ 0″ O

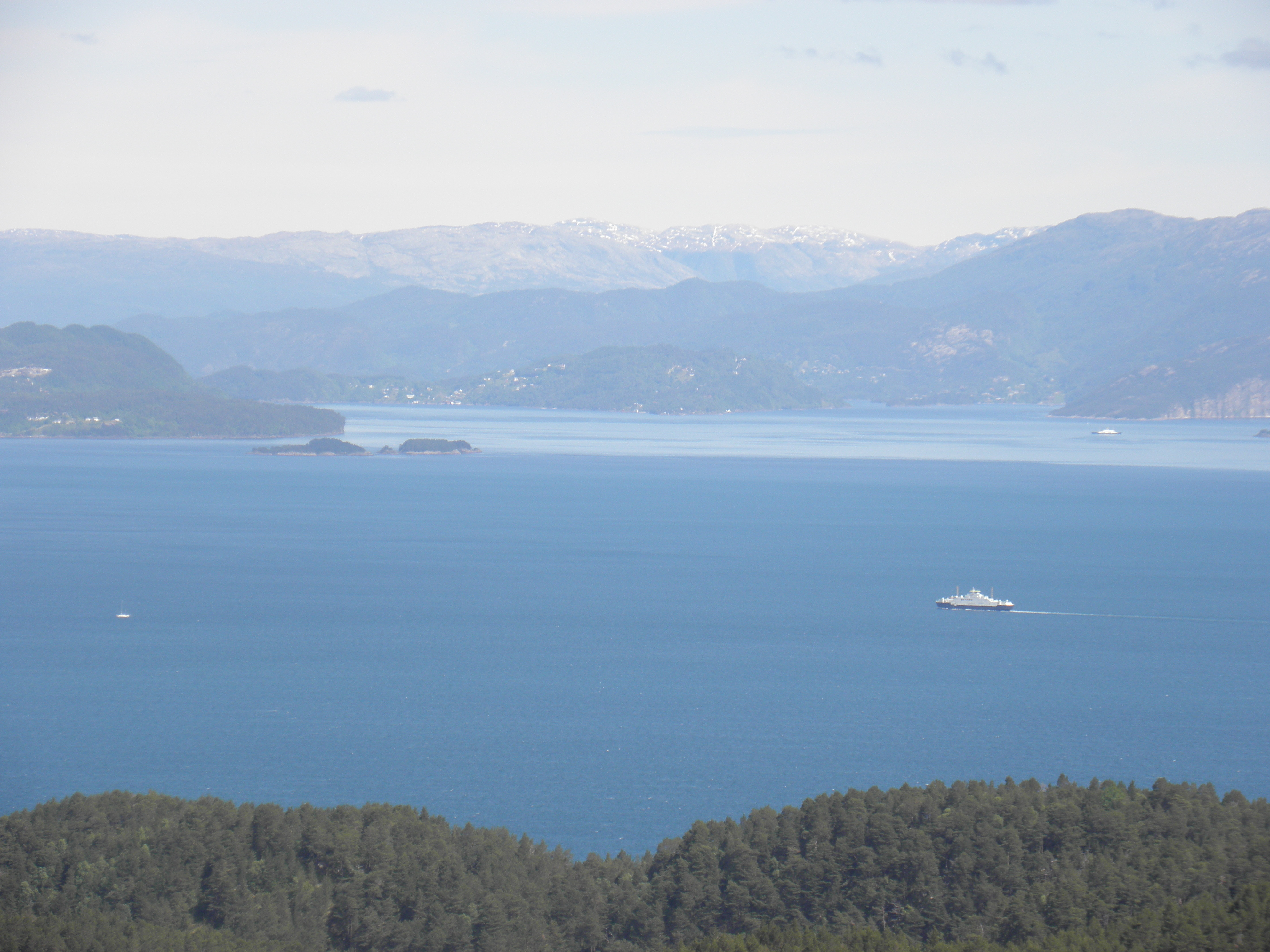
Eine Fähre auf der Strecke Våge-Halhjem im Bjørnafjord. Blick von Südwesten (Gjøvågsvarden auf Reksteren in der Gemeinde Tysnes). Juni 2020

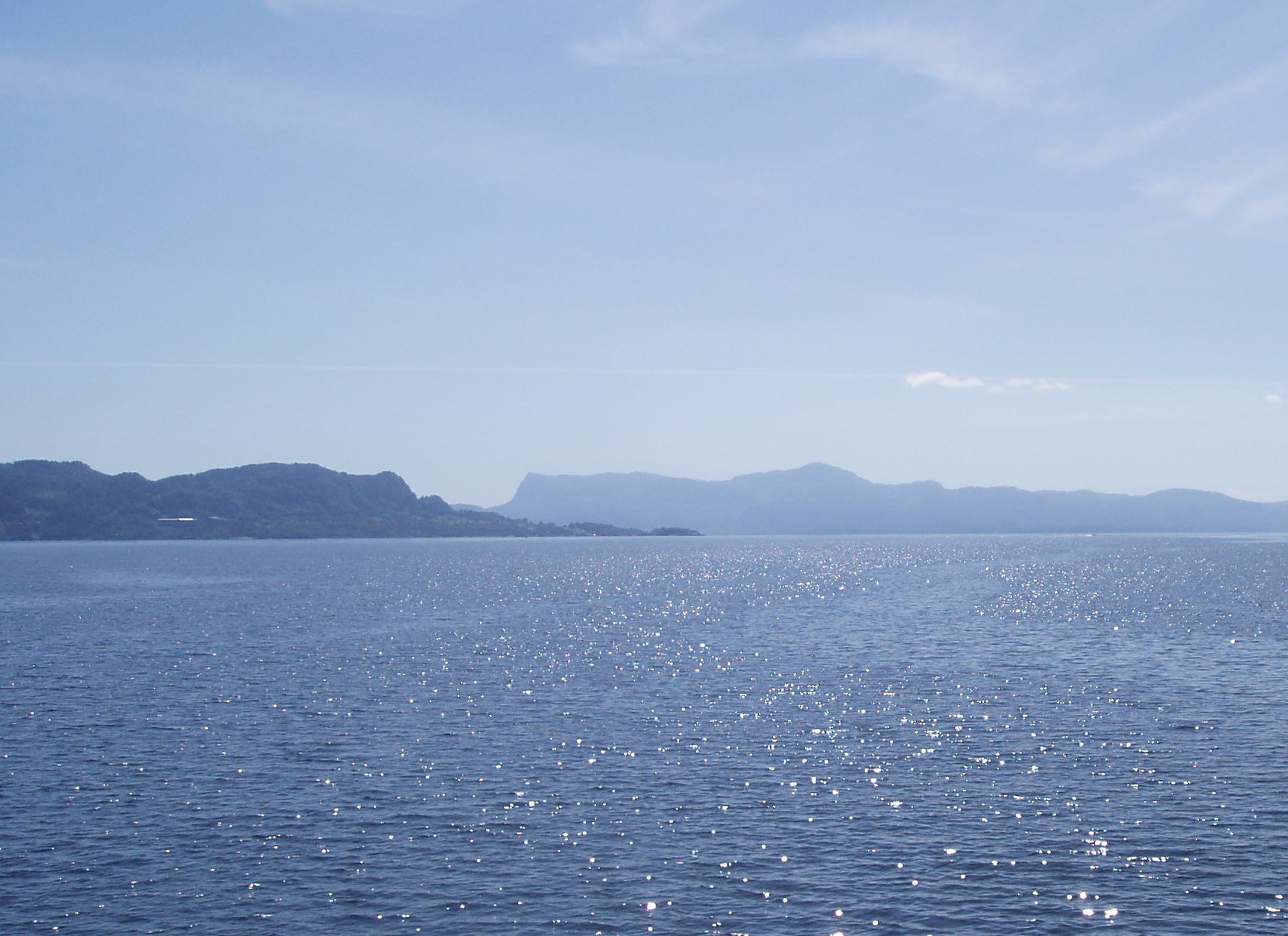
Blick über den Fusafjord nach Süden auf den Bjørnafjord und Tysnes

Der Bjørnafjord ist ein breiter Fjordabschnitt in der norwegischen Provinz Vestland. Er liegt südlich von Bergen zwischen der Bergen-Halbinsel („Bergenshalvøya“) und dem Festland im Norden und den Inseln der Kommunen Tysnes im Süden und Austevoll im Westen, bzw. zwischen den Kommunen Tysnes im Süden, Austevoll im Westen und Bjørnafjorden im Norden und Osten.

## Geographie
Der Fjord ist etwa 30 km lang (vom Krossfjord nördlich von Austevoll im Westen bis nach Revnestrand auf dem Festland in der Gemeinde Bjørnafjord im Osten) und etwa 10 km breit, hat eine maximale Tiefe von 583 m und ist Teil der Hauptschifffahrtsstraße für die Küstenschifffahrt. Südlich des Dorfs Osøyro zweigt der anfangs rund 8 km breite Fusafjord nach Norden ab; er teilt sich nach etwa 12 km in drei Arme, den weiter nach Norden führenden, 23 km langen Samnangerfjord, den nur rund 4 km langen und nach Nordnordosten verlaufenden Ådlandsfjord und den etwa 5 km langen Eikelandsfjord, der nach Osten verläuft.

## Verkehr
Zwei Fährverbindungen überqueren den Bjørnafjord; nördliches Terminal für beide ist Halhjem, südlich von Osøyro in der Gemeinde Bjørnafjorden. Von dort geht eine Fähre im Zuge der Europastraße 39 (Bergen-Haugesund) nach Sandvikvåg auf der Insel Stord (Fahrzeit 40 Minuten), die andere nach Våge auf der Insel Tysnesøy.

Die norwegische staatliche Straßenverwaltung („Statens Vegvesen“) plant den Bau einer Brücke über den Bjørnafjord und stellte im Oktober 2019 den Konzeptentwurf vor. Es handelt sich um eine mehr als 5 km lange Kombination von Schrägseilbrücke und Pontonbrücke. Im Süden soll ein einzelner A-förmiger Pylon auf dem Svarvahelleholmen (60° 5′ 9″ N, 5° 22′ 8″ O), einem Holm unmittelbar nördlich der Insel Reksteren, die 45 m über dem Meeresspiegel verlaufende Straße über den rund 300 m breiten Schifffahrtsweg tragen. Danach soll sich die Straße langsam senken und auf einer Kette von 40 in Abständen von jeweils etwa 100 m schwimmenden stählernen Pontons in langgestreckter Rechtskurve auf die dem Festland westlich von Halhjem vorgelagerte kleine Insel Røtinga führen. Mindestens drei der Pontons sollen auf dem Fjordgrund verankert werden, die anderen sollen frei schwimmen, um Wind und Gezeitenströmungen möglichst flexibel zu begegnen. Die Baukosten werden vorläufig auf etwa 12 Milliarden NOK (1,3 Milliarden US$) veranschlagt.
Die Ausschreibung wird im Jahr 2022 erwartet.